# Nikoliḱ
Nikoliḱ (en macédonien Николиќ) est un village du sud-est de la Macédoine du Nord, situé dans la municipalité de Doïran. Le village comptait 541 habitants en 2002.

## Démographie
Lors du recensement de 2002, le village comptait :
- Macédoniens : 527
- Serbes : 13
- Autres : 1